# 埃尔沃兰冈
埃尔沃兰冈（法語：Hervelinghen，法語發音：[ɛʁvəlɛ̃ɡɑ̃]）是法国上法蘭西大區加来海峡省的一个市镇，属于滨海布洛涅区。

## 地理
埃尔沃兰冈（50°52'55"N, 1°42'42"E）面积5.89 平方千米，位于法国上法蘭西大區加来海峡省，该省份为法国北部沿海省份，西北濒北海，南至索姆省，东临北部省。
与埃尔沃兰冈接壤的市镇（或旧市镇、城区）包括：欧当贝尔、博南格莱加来、埃斯卡勒、圣安格勒韦尔、维桑。
埃尔沃兰冈的时区为UTC+01:00、UTC+02:00（夏令时）。

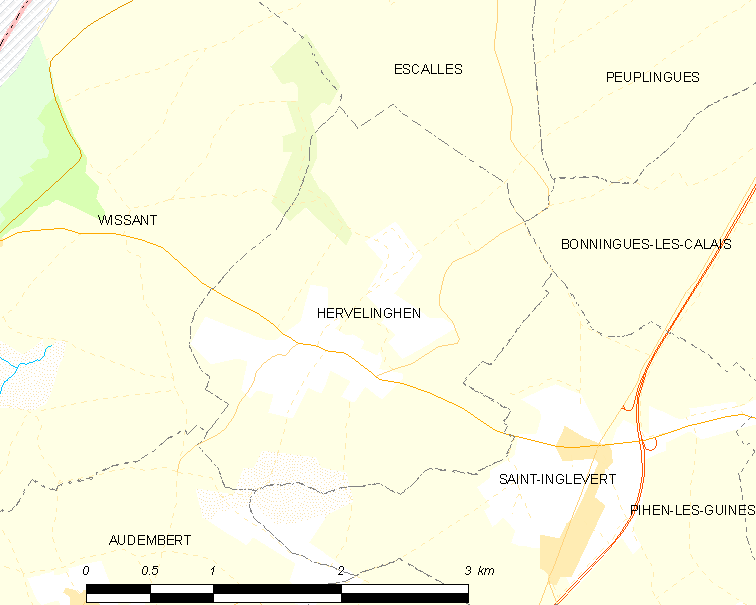
埃尔沃兰冈的OSM定位图

## 行政
埃尔沃兰冈的邮政编码为62179，INSEE市镇编码为62444。

## 政治
埃尔沃兰冈所属的省级选区为代夫勒县。

## 人口

1962-2008年间埃尔沃兰冈人口变化图示

埃尔沃兰冈于2022年1月1日时的人口数量为220人。
埃尔沃兰冈人口变化图示
| 数据来源：INSEE |